# Котатсаари
Котатсаари — небольшой остров в Ладожском озере. Относится к группе Западных Ладожских шхер. Территориально относится к Лахденпохскому району Карелии, Россия.
Остров расположен на востоке от полуострова Калксало. Имеет удлинённую форму с северо-запада на юго-восток. Длина 1,8 км, ширина 0,7 км. Наивысшая точка — 61 метр. Полностью покрыт лесами.